# Ko Lipe
Ko Lipe, thailändska เกาะหลีเป๊ะ, är en liten ö som ligger i Andamansjön i provinsen Satun i Södra Thailand av Thailand. Ön är en av Thailands sydligaste öar och den enda bebodda i området, med en befolkning av 700 invånare i början av 2010-talet.

## Geografi
Ko Lipe ligger i Adang–Rawi-arkipelagen i Malackasundet, nära gränsen mot Malaysia. Det thailändska namnet kommer ursprungligen från malajiskans Pulau Nipis och translittereras på många olika sätt över till västerländska språk. De vanligaste formerna är "Koh Lipe", "Koh Lipeh", "Ko Lipey" och "Ko Lipe". Ko Lipe ligger också vid gränsen till Tarutao nationalpark och direkt söder om den större ön Ko Adang och Ko Rawi. Den ligger ungefär 50 km från Ko Tarutao. Ön befolkades ursprungligen av ett malajisktalande folk som kallas urak lawoi och som befolkat öarna i västra Thailand, såsom även Phuket, Phi Phi-öarna, Jum, Koh Lanta, Bulon och Ko Adang i Adang-arkipelagen. Folket kallas chao leh på thai och 'orang laut' på malajiska. Förutom fångsten från havet odlade urak lawoi på Ko Lipe även kokos, papaya, mango, banan och ris och fick på så sätt en varierad kosthållning.

## Förbindelser
Under högsäsong, i oktober – juni, finns det åtskilliga platser där resenärer kan finna båtförbindelse till Ko Lipe, till exempel Koh Lanta, Pak Bara, Phi Phi-öarna, Trang och Langkawi i Malaysia. Under lågsäsong trafikeras däremot Ko Lipe enbart från Pak Bara. Färjeförbindelser vidare finns via Langkawis färjeterminaler Kuah Jetty Terminal och Telaga Harbour Terminal.

## Turism
Ko Lipe har tre större stränder som drar badgäster: Sunset Beach (Hat Pramong), Sunrise Beach (Hat Chao Ley) och Pattaya Beach. Ön är också populär för snorkling eftersom närmare 25 procent av världens arter av tropiska fiskar finns i området. 
Den ökande turistnäringen har lett till problem med sophanteringen, energiförsörjningen och djurskyddet. Numera får därför alla besökare betala en inträdesavgift och miljöavgift.
Den ökade turismen har också medfört marktvister. Marken längs med kusten som urak lawoi tidigare bebodde har blivit privatägd vilket medför att de blivit tvungna att flytta längre inåt land, tvärtemot deras ursprung som kustbor och fiskare.

## Klimat
Det tropiska klimatet i Thailand är ett sommarmonsunklimat, med kraftiga monsunregn från maj till oktober och torrtid från oktober till maj. Det är svalast i slutet av regntiden och början på torrtiden. I slutet av torrtiden kan det vara 34–37 grader varmt.